# Hymn Ługańskiej Republiki Ludowej
Hymn Ługańskiej Republiki Ludowej – pieśń w języku rosyjskim, będąca hymnem Ługańskiej Republiki Ludowej. Obecny hymn został przyjęty w 2016 roku.
Początkowa propozycja hymnu została przedstawiona już 6 listopada 2014 i była nią pieśń Żywi i cwieti, ŁNR! (ros. Живи и цвети, ЛНР!, tłum. „Żyj i kwitnij, ŁRL!”). Obecny hymn został wybrany przez Ministerstwo Kultury tego nieuznawanego państwa po rozpisaniu trójstopniowego konkursu w lipcu 2015, na który nadesłano 64 propozycje. Słowa zostały ułożone przez poetę Władimira Michajłowa, a melodia – Gieorgija Galina. 29 kwietnia 2016 nowa pieśń została przyjęta w miejsce Żywi i cwieti, ŁNR! jako hymn Ługańskiej Republiki Ludowej przez jej prezydenta Igora Płotnickiego.